# Boys Union Club
Maillots
Le Boys Union Club est un club népalais de football fondé en 1952 et basé à Katmandou, la capitale du pays.
Il dispute ses matchs au stade national népalais, le Stade Dasarath Rangasala. 

## Histoire
Le club n'a remporté qu'un seul titre : le championnat du Népal en 1975.

## Palmarès
| Compétitions nationales                         |
| ----------------------------------------------- |
| - Championnat du Népal (1) : - Champion : 1975. |